# Suttung

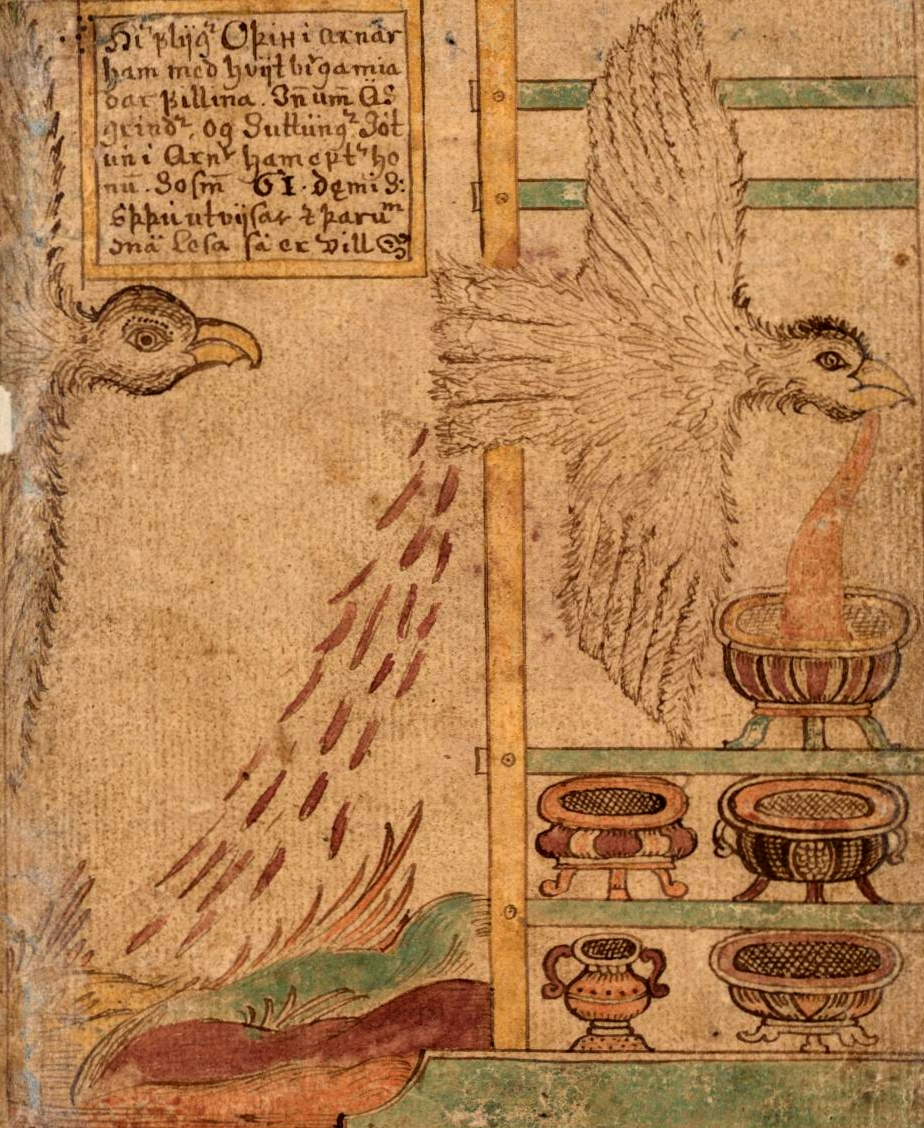
Perseguido por Suttung, Odín derrama la hidromiel en varias vasijas. Ilustración de Jakob Sigurðsson, artista islandés del.

En la mitología nórdica, Suttung era un Jotun (Gigante), hijo de Gilling, quien (junto con la madre de Suttung) había sido asesinado por Fjalar y Galar. 
Suttung buscó a sus padres y amenazó a los hermanos enanos (Fjalar y Galar), atándolos a una roca a punto de ser cubierta por la marea. Los enanos rogaron a Suttung que los liberara y le ofrecieron la hidromiel mágica. Suttung la tomó y la escondió en el centro de una montaña, con su hija Gunnlod, a quien convirtió en una bruja para que le hiciera guardia. 
Odín decidió conseguir dicha hidromiel y trabajó para Baugi, el hermano de Suttung, un granjero, por un verano entero y luego pidió un pequeño sorbo de ella. Baugi se escondió taladrando en una montaña, y Odín se convirtió en una serpiente y se arrastró. Dentro, Gunnlod, la hija de Suttung, estaba custodiando pero la persuadió para que le diera tres sorbos; Odín bebió todo el hidromiel, se convirtió en un águila y escapó. 
También hay una luna de Saturno, Suttungr, que se deletreaba originalmente Suttung.